# 曹浦站
曹浦站是一个陇海线上的铁路车站，位于江苏省东海县驼峰乡，建于1925年，目前为四等站，邮政编码为222313。目前客运：办理旅客乘降；不办理行李、包裹托运；货运：办理整车货物发到。